# Kalanchoe densiflora
Kalanchoe densiflora är en fetbladsväxtart som beskrevs av Robert Allen Rolfe. Kalanchoe densiflora ingår i släktet Kalanchoe och familjen fetbladsväxter. Utöver nominatformen finns också underarten K. d. minor.